# Marie-Josée Croze
Marie-Josée Croze sinh ngày 23.2.1970 ở Montréal Québec, là một nữ diễn viên người Canada. Chị nổi tiếng về vai diễn trong phim The Barbarian Invasions và đã đoạt Giải cho nữ diễn viên xuất sắc nhất (Liên hoan phim Cannes) năm 2003.

## Tiểu sử & Sự nghiệp
Marie-Josée Croze lớn lên trong một gia đình cha mẹ nuôi nghèo ở Longueuil, vùng ngoại ô Montréal, cùng với 4 anh chị em khác. Chị theo học môn Nghệ thuật tạo hình ở trường Cégep du Vieux Montréal từ năm 1986 tới năm 1987.
Chị bắt đầu sự nghiệp diễn xuất từ năm 1993 trong phim dài La Florida của đạo diễn George Mihalka. Sau đó chị xuất hiện trong nhiều vai diễn trên truyền hình và phim điện ảnh, cả tiếng Pháp lẫn tiếng Anh, như loạt phim truyền hình nhiều tập Chambres en ville, Le masque, The Hunger và Urgence. Ngoài ra, chị cũng xuất hiện trên nhiều phim ngắn và phim dài trung bình, trong đó có Le Rat des villes et le Rat des champs, Femme de rêve và HLA Identique.
Năm 2000, chị đóng vai chính trong phim Maelström của Denis Villeneuve và được nổi tiếng quốc tế. Năm 2001, chị đóng phim Ararat, một phim nói về tội diệt chủng người Armenia của đạo diễn Atom Egoyan.
Năm 2003, chị đóng vai người nghiện ma túy trong phim Les Invasions barbares của đạo diễn Denys Arcand. Vai diễn này đã mang lại cho chị Giải cho nữ diễn viên xuất sắc nhất (Liên hoan phim Cannes). Từ đây, chị chuyển sang cư ngụ ở Paris và xuất hiện trong nhiều phim Pháp như Ordo, Mensonges et trahisons, La Petite Chartreuse, Jacquou Le Croquant và Ne le dis à personne, cũng như phim Munich của đạo diễn nổi tiếng Steven Spielberg.
Ngoài ra chị cũng xuất hiện trong các phim Le Scaphandre et le Papillon của Julian Schnabel, Deux jours à tuer của Jean Becker, và mới đây phim Le Nouveau Protocole của Thomas Vincent cùng phim Je l'aimais của Zabou Breitman (2009).
Ngoài ra, chị cũng tham gia các dự án thử nghiệm khác, như truyện tranh Mars et Avril, một tác phẩm lai tạp, do nhà xuất bản la Pastèque phát hành 2 tập năm 2006.

## Danh mục phim

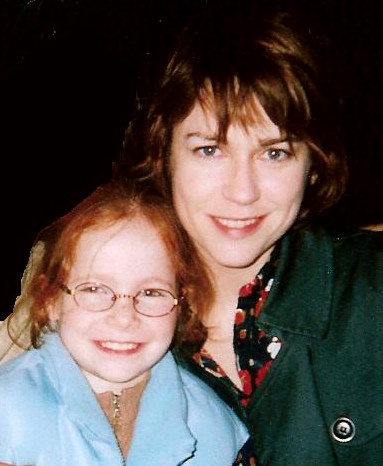
Hình khi quay phim La Petite Chartreuse tại Grenoble (Pháp): Bertille Noël-Bruneau và Marie-Josée Croze, trong khi nghỉ để ăn trưa.

- Chambres en ville (1989) (TV series).... Noémie Vanasse
- Le choix (1991) (TV)....
- Montréal P.Q. (1992) (TV series)....
- 1992: La Postière của Gilles Carle
- 1993: La Florida của George Mihalka
- 1996: Le Rat des villes et le Rat des champs của James di Salvio (phim ngắn)
- 1996: Femme de rêve của Nadia Simaani (phim ngắn)
- 1998: HLA identique của Thomas Briat (phim dài trung bình)
- 1998: Captive của Matt Dorff
- 2000: Terre champ de bataille (Battlefield Earth) của Roger Christian
- 2000: Maelström của Denis Villeneuve
- 2002: Des chiens dans la neige của Michel Welterlin
- 2002: Ararat của Atom Egoyan
- 2002: Ascension của Karim Hussain
- 2003: Les Invasions barbares của Denys Arcand
- 2003: Nothing của Vincenzo Natali
- 2004: Taking Lives của DJ. Caruzo
- 2004: Ordo của Laurence Ferreira Barbosa
- 2004: Mensonges et trahisons et plus si affinités của Laurent Tirard
- 2004: Les Oiseaux du ciel của Eliane Latour
- 2005: La Petite Chartreuse của Jean-Pierre Denis
- 2005: Munich của Steven Spielberg
- 2005: La Mémoire des autres của Pilar Anguita-McKay
- 2006: Ne le dis à personne của Guillaume Canet
- 2006: Le Scaphandre et le Papillon của Julian Schnabel
- 2007: Jacquou le Croquant của Laurent Boutonnat
- 2007: Le Nouveau protocole của Thomas Vincent
- 2008: Deux jours à tuer của Jean Becker
- 2009: Je l'aimais của Zabou Breitman
- Prochainement: Liberté của Tony Gatlif
- Prochainement: La Cuisine của Julie Lopes-Curval
- Prochainement: Un balcon sur la mer của Nicole Garcia

## Giải thưởng
- 2001: Giải Jutra, nữ diễn viên chính xuất sắc nhất, phim Maelström
- 2001: Giải Génie, nữ diễn viên chính xuất sắc nhất, phim Maelström
- 2001: Liên hoan phim quốc tế Vancouver, giải nữ diễn viên chính xuất sắc nhất, phim Maelström
- 2001: Liên hoan quốc tế phim tình yêu ở Mons, giải nữ diễn viên chính xuất sắc nhất Maelström
- 2003: Giải cho nữ diễn viên xuất sắc nhất (Liên hoan phim Cannes) phim Les Invasions Barbares
- 2003: Giải Jutra, nữ diễn viên chính xuất sắc nhất, phim Les Invasions Barbares

## Giai thoại
- Chị biết tin mình đoạt giải thưởng Liên hoan phim Cannes khi xem truyền hình trực tiếp, lúc chị đang tham gia việc phát sóng chương trình Christiane Charette en direct, trên đài Radio-Canada.